# Edward Oxford
Edward Oxford (Birmingham, 18 aprile 1822 – Melbourne, 23 aprile 1900) è stato un criminale britannico, il primo di otto persone che cercò di assassinare la Regina Vittoria d'Inghilterra.

## Biografia
Edward nacque a Birmingham nel 1822, terzo dei 7 figli di Hannah Markelw e George Oxford. Suo padre morì quando Edward aveva appena sette anni. La madre fu comunque capace di trovare lavoro e assicurare stabilità alla famiglia, tanto da permettere a Edward di frequentare la scuola a Lambeth, Londra. Dopo gli studi, Oxford lavorò come barista con sua zia a Hounslow.

### L'attentato alla Regina
Il 4 maggio 1840 acquistò un paio di pistole per £ 2, oltre a una boccetta di polvere da sparo, e iniziò a esercitarsi in varie gallerie di tiro a Leicester Square, lo Strand e il West End. Una settimana prima dell'attacco, andò in un negozio di Lambeth di proprietà di un ex compagno di scuola di nome Gray e comprò cinquanta berretti di percussioni di rame, e chiese dove poteva comprare qualche proiettile e un valore di polvere da sparo da tre pence. Gray gli vendette la polvere e gli disse dove poteva trovare le munizioni. La sera del 9 giugno mostrò a vari testimoni quella che sembrava essere una pistola carica; quando gli fu chiesto cosa intendesse fare con essa, si rifiutò di dire la verità.
Verso le 16:00 del 10 giugno 1840, Oxford prese posizione su un sentiero a Constitution Hill, vicino a Buckingham Palace. La Regina Vittoria, che era incinta di quattro mesi del suo primo figlio, era abituata a cavalcare in una carrozza bassa aperta, con suo marito, il Principe Alberto nel tardo pomeriggio o prima serata, senza altra scorta. Quando la coppia reale comparve due ore dopo, Oxford sparò con entrambe le pistole in successione, mancando il suo obbiettivo entrambe le volte. Fu immediatamente preso dagli spettatori e disarmato. Oxford non fece alcun tentativo di nascondere le sue azioni, dichiarando apertamente: "Sono stato io, sono stato io a farlo".
Fu immediatamente arrestato e accusato di tradimento per aver tentato di assassinare i sovrani. La Regina, intanto, era rimasta incolume. Dopo il suo arresto, i suoi alloggi furono perquisiti e fu trovata una scatola chiusa contenente una spada e un fodero, due sacchi di pistola, polvere, uno stampo per proiettili, cinque palle di piombo, alcuni cappucci di percussione acquistati da Gray, documenti di una immaginaria società militare chiamata "Young England" (da non confondere con il successivo gruppo politico conservatore con lo stesso nome), completo di un elenco di nominativi fittizi di ufficiali e di corrispondenza. I membri dovevano essere armati con una coppia di pistole, una spada, un fucile e un pugnale.
Il processo di Oxford all'Old Bailey fu posticipato al 9 luglio, dopo un'indagine approfondita sia del suo background che dei suoi possibili moventi. Nonostante le sue precedenti ammissioni, non si trovarono proiettili sulla scena. Oxford in seguito affermò che le pistole contenevano solo polvere da sparo. 
Oxford sembrava essere ignaro per la maggior parte dei procedimenti. L'accusa presentava molte prove oculari, mentre la difesa era composta da vari membri della famiglia e amici che testimoniavano che Oxford era sempre sembrato una mente poco sana, e che sia suo nonno che suo padre erano alcolizzati che mostravano segni di malattia mentale. Ciò comportava un'accusa pesante, poiché si pensava in quel periodo che l'alcolismo fosse in qualche modo ereditario e fattore primario per la pazzia. La madre di Oxford testimoniò che il suo defunto marito era stato violento e intimidatorio, e che suo figlio non era solo incline a risate isteriche e che emetteva strani rumori, era ossessionato dalle armi da quando era bambino. Vari eminenti patologi e medici hanno testimoniato che a causa della "malattia del cervello" o di altri fattori, come la forma della sua testa, Oxford era o un imbecille mentale o semplicemente incapace di controllarsi.

### La sentenza
La giuria assolse Oxford, dichiarandolo "non colpevole per pazzia". Come tutti i prigionieri di questo genere, fu condannato a essere detenuto "fino a quando non si conoscerà il piacere di Sua Maestà". In effetti, questa era una frase indefinita. Oxford fu inviato al manicomio criminale di stato a Bethlem, Southwark, dove rimase come paziente modello per i successivi ventiquattro anni. Durante quel periodo si è occupato disegnando, leggendo e imparando a suonare il violino; i medici di Bethlem riferirono che poteva giocare a dama e scacchi meglio di qualsiasi altro paziente. Imparò anche il francese, il tedesco e l'italiano, acquisì una certa conoscenza di spagnolo, greco e latino, e fu impiegato come pittore e decoratore all'interno dei confini dell'ospedale. Quando fu trasferito all'ospedale di Broadmoor nel 1864, gli appunti presi al suo arrivo lo descrivevano come "apparentemente sano". Continuava a sostenere che le pistole che sparava contro la Regina non erano caricate con nient'altro che polvere, e che il suo attacco non era alimentato dal desiderio di ferirla, ma solo da un desiderio di notorietà. 
Oxford continuò ad essere ordinato e ben educato a Broadmoor, lavorando come un falegname e pittore del legno. Mentre era chiaro ai governatori dell'ospedale che Oxford era di buona idea e non più una minaccia per la società, George Gray, l'attuale Home Secretary ignorò la richiesta di ordinare la sua liberazione. È possibile che dal momento che era stato l'avvocato generale dei giudici al tempo del processo di Oxford, avrebbe potuto essere riluttante a liberare un prigioniero che una volta aveva un interesse così acquisito nel carcere. Fu solo tre anni dopo che un nuovo Ministro degli Interni offrì di dimettere Oxford, a condizione che partisse per una delle colonie oltremare dell'Impero, e se fosse tornato nel Regno Unito sarebbe stato incarcerato per tutta la vita. 

### La libertà e la morte
Oxford visse il resto della sua vita a Melbourne, in Australia, con un nuovo pseudonimo, John Freeman. Partendo per riformarsi e diventare un cittadino rispettabile, Freeman divenne un imbianchino e si unì alla West Mutual Improvement Society. Nel 1881 sposò una vedova con due bambini e divenne un guardiano della chiesa nella cattedrale di St Paul. Sotto lo pseudonimo di Liber scrisse articoli per The Argus sugli slum, i mercati e le piste della città, e questi divennero la base per un libro del 1888, Lights and Shadows of Melbourne Life. Freeman morì nel 1900.